# Серафим (теленовела)
„Серафим“ (на испански: Serafín) е мексиканска тийнейджърска теленовела от 1999 г., създадена от Патрисия Мартинес Романи, режисирана от Салвадор Санчес, и продуцирана от Хосе Алберто Кастро за Телевиса.
В главните роли са Марибел Гуардия и Едуардо Сантамарина, а в отрицателните - Енрике Роча, Моника Досети и Гилермо Гарсия Канту. Това е първата мексиканска теленовела с дигитално създадени герои, общуващи с актьори.

## Сюжет
Серафим е малък ангел, щастлив и добродушен, с малък недостатък – много е палав. Един ден на Небето, Серфим попада в много неприятности, затова е изпратен на Земята, за да се научи да бъде ангел-хранител.
Пристигайки на Земята, Серафим е уплашен от това което вижда и не знае какво да прави. Намира подслон и неочаквана помощ в стара изоставена къща в град Мексико.
В този голям град, Серафим се запознава с Пепе, много нещастно дете, което живее с майка си, Кармен, дядо си, Хоакин, и с жестокия си пастрок, Раул. Серафим решава да внесе щастие в живота на Пепе, като се превърне в негов ангел-хранител. Заедно научават много уроци за живота и натрупват опит в невероятни приключения.
Кармен е трудолюбива млада жена, която обича много сина си и прави всичко възможно, за да му осигури достоен живот. От друга страна, Раул малтретира Кармен и Пепе. Дядо Хоакин е изобретател, който създава различни устройства в лабораторията си, за да може да подпомогне финансовото състояние на семейството.
Въпреки всички тези проблеми, Пепе има фантастична група от приятели и заедно със Серафим откриват добрите страни на живота. Заедно, Пепе, Серафим и бандата му от приятели и анимационни герои преживяват много приключения. Заедно научават какво е приятелство, толерантност, любов и морални ценности.
Неговата важна проверка започва, когато мистериозен мъж и двамата му спътници се запътват към изоставената къща. Никой не подозира, че този човек е Лусио Фернандес, таен агент на дявола.
Мисията на Лусио е да изтрие всяка частица от любов от лицето на Земята, и е готов да унищожи всеки ангел или дете, който се осмели да пресече пътя му, тъй като те са олицетворение на невинността, приятелството и любовта.
С течение на времето, Лусио наема всички злодеи на Земята, за да осъществят неговата зла мисия.
Дяволът опасно се приближава и само любовта, постоянството, приятелството и обичта на Пепе и приятелите му, водени от Серафим, могат да спасят положението.

## Актьори
Част от актьорския състав:
- Марибел Гуардия – Кармен Киньонес де Салгадо
- Едуардо Сантамарина – Мигел Армендарис
- Хорди Ландета – Пепа Салгадо Киньонес
- Мария Фернанда Моралес – Серафим (глас)
- Жаклин Андере – Алма де ла Лус
- Енрике Роча – Лусио Фернандес
- Херман Роблес – Дон Баул (глас)
- Кармен Монтехо – Джиджи (глас)
- Евита Муньос „Чачита“ – Коко (глас)
- Поло Ортин – Тачо (глас)
- Патрисио Кастийо – Крако (глас)
- Гилермо Гарсия Канту – Раул Салгадо
- Марисол Сентено като Анжелика
- Моника Досети – Едит
- Адриан Васкес – Хакобо
- Едуардо Ривера – Хуанчо
- Мигел Писаро – Хоакин

## Премиера
Премиерата на Серафим е на 30 август 1999 г. по Canal de las Estrellas. Последният 80. епизод е излъчен на 17 декември 1999 г.

## Награди и номинации
Награди TVyNovelas (Мексико)
- Специална награда за юношеска теленовела през 2000 г.

Награди Bravo
| Година | Категория                           | Номинация           | Резултат |
| ------ | ----------------------------------- | ------------------- | -------- |
| 2000   | Най-добра юношеска продукция        | Хосе Алберто Кастро | Печели   |
| 2000   | Най-добър актьор в отрицателна роля | Енрике Роча         | Печели   |